# ستيف إيرل
ستيف إيرل (بالإنجليزية: Steve Earle)‏ (1 نوفمبر 1945 في المملكة المتحدة - ) هو مدرب كرة قدم ولاعب كرة قدم بريطاني في مركز الوسط. لعب مع ليستر سيتي ونادي بيتربورو يونايتد ونادي فولهام وديترويت إكسبرس ‏ وتلسا رافنكس وويتشاتا وينغز ‏.

## وصلات خارجية
- ستيف إيرل على موقع قاعدة بيانات كرة القدم.إي يو (الإنجليزية)